# Eilema innotata
Eilema innotata là một loài bướm đêm thuộc phân họ Arctiinae, họ Erebidae.